# 第三次世界大戰 (異世奇人)
〈第三次世界大戰〉（英語：World War Three）是英國科幻電視劇《異世奇人》系列1的第5集，於2005年4月23日在BBC One首播。本劇的編劇為拉塞爾·T·戴維斯，基思·保克負責執導。演員方面，除了常設的基斯杜化·艾克斯頓飾演博士和比莉·派佩飾演羅斯·泰勒外，潘娜洛普·威爾頓所扮演的哈莉特·鐘斯和安納·畢蘭特所演的瑪格麗特·本蘭也有很重的戲份。
這集繼承上一集，講述博士在被外星族人斯里汀（Slitheen）遇襲後如何化險為夷，以及與泰勒的男友維奇聯手擊退斯里汀的過程。最終，這一集在首播時英國共有798萬人收看，影評人給予的評價由正面到負面都有。

## 劇情
擁有兩個心臟的博士成功克服電壓，未被殺死。博士隨即通知駐守唐寧街10號的軍人去捉斯里汀（Slitheen）。可是，斯里汀這時已偽裝回政府的首要官員，又反指博士才是殺死所有人的真兇。因此，斯里汀指使士兵們追殺博士。雖然如此，博士還是及時逃離士兵的追捕，並找到正被斯里汀追殺的泰勒及後座議員哈莉特·鐘斯。同時，博士使得斯里汀說出他侵入地球的動機不是為了殖民，而是通過僑裝成高官，發動世界大戰，以令地球變成頹垣敗瓦後再把它向其他星球出售，以圖取暴利。
明白一切後博士即與泰勒和鐘斯躲進防守極度嚴密的首相辦公室。然而，這卻是一個有入無出的地方。故此，斯里汀在辦公室的門口守候他們，又找來更多的同伴裝成高官來到唐寧街10號，以增加成功發動戰爭的機會。博士通過手機聯絡到維奇，並請後者登入聯合情報特派組（UNified Intelligence Task force，UNIT）的網站。在這無所不知的網站中，博士得悉斯里汀停泊在北海的太空船正釋放出一段信息，他試圖破解其意義。
另一方面，裝成代任首相格連的斯里汀發表電視講話，訛稱外星人的飛船出現在倫敦的上空。英國需要使用核子武器來打敗他們。因此，格連請求聯合國通過英國使用核武的動案。博士聞之，更加確信這是斯里汀的陰謀，於是再次聯絡維奇，請他以黑客技術登入英國海軍的網站，並對著唐寧街10號發射飛彈。飛彈成功擊中目標，並把一眾斯里汀殺死，博士等三人則因身處無堅不摧的首相辦公室而幸存。
之後，博士把一枚光碟交給維奇，使他把電腦的記錄清除。同時，博士又邀請維奇一同乘搭TARDIS，到處遊歷，但維奇拒絕了其好意。至於鐘斯，她在不久後成為新的代任首相，隨後更當選英國的元首。

### 前後鏈接
繼上一集後，系列1的主題「惡狼」（the bad wolf）繼續出現。在劇中，美國新聞報導員稱聯合國把是否允許英國使用核武的討論命名為Mal Loup，這正是惡狼的法語。此外，儘管博士利用飛彈把一眾斯里汀殺死，但一些的餘黨還是在其後的劇集或相關的圖書中出現，包括系列1第11集的〈重生機會〉、《怪獸內部》以及《斯里汀的遠征》。此外，他們還曾在《異世奇人》的衍生劇《珍姐科幻大冒險》的其中三集登場。
哈莉特·鐘斯方面，她在2005年聖誕節播出的《異世奇人》特輯〈聖誕入侵〉中再次出場。此時，她已正式出任英國首相一職，至系列4的第12集〈被盜地球〉時，她才離任。另外，於系列2的最終回中，她在平行宇宙以另一個形象出現。另一方面，唐寧街10號在系列3的第12集被提到，這時，該地已被重建，這集發生的事亦被重新提起。

## 發行和反響
〈第三次世界大戰〉2005年4月23日晚上在英國BBC One首播。收視報告指，英國當晚共有7980萬人通過電視收看這集，比上一集多30萬左右。在欣賞指數方面，這集的得分是81。《異世奇人》系列1的DVD也收錄了這集，並在2005年8月1日上市，它的再版則在同年11月21日發行。

### 專業評價
這集與前一集相同，均取得混合的評價。布魯堡在《Now Playing》雜誌給了此集C+的評分，他表示這集略勝於前作是因今集劇組把幼氣的笑話減至最低，同時，他又講讚劇中扮演斯里汀的演員表現出眾。2013年，《廣播時報》的帕特里克·穆爾肯恩在形容此集是「浮誇、愚蠢和令人失望的」，又批評艾克斯頓的演技欠奉，但還好的是威爾頓的演出彌補了劇集的不足。娛樂報紙《影音俱樂部》為這一集打下B-的評分。主筆韋建士稱這集的執導和演出均出現了問題，使得劇集原可大加發揮的諷刺色彩變得平平無奇。另一方面，他又認為這集還可講述人類認識到外星人和Slitheen的特點，但顯然劇集並沒有做到這點。
《誰是博士》（Who Is the Doctor）一書則給予此集較為正面的評價。影評家格雷姆·伯克表示雖然這集會讓劇迷又發又恨，他本人卻十分喜歡這一集。他解釋斯里汀一角很討得他的歡心，又認為這角色的外型是刻意模仿舊版《異世奇人》中的外星人形象。同時，他覺得Slitheen扮成政要的劇情有諷刺政治家經常說空話之意。書中的另一名作家羅拔雖然批評這集的劇情單薄，而且不合常理，但結局還是不錯的，而艾克斯頓的表現足夠挽回此劇。

## 資料來源
1. ↑  BBC. .   [11-10-2007]. （原始内容 (RealPlayerher)存档于2005-05-02）.
2. ↑  "Slitheen to return in 'Doctor Who' spin-off" （页面存档备份，存于） Digital Spy 2007 9 6
3. ↑  World War Three （页面存档备份，存于） Doctor Who Statistics Central
4. ↑  Blumburg, Arnold T. . Now Playing. 2005-04-27  [1-12-2013]. （原始内容存档于2005年4月27日）.
5. ↑  Mulkern, Patrick. . Radio Times. 7-3-2013  [1-12-2013]. （原始内容存档于2013-12-03）.
6. 1 2  Wilkins, Alasdair. . The A.V. Club. 1-12-2013  [1-12-2013]. （原始内容存档于2013-12-03）.
7. 1 2 3  Burk and Smith? pp. 20-22
8. ↑  Burk and Smith? pp. 22-23